# Fighting Caravans
Fighting Caravans is een Amerikaanse western uit 1931 met in de hoofdrol Gary Cooper. De film bevindt zich in het publiek domein.

## Verhaal
Een jonge cowboy (Cooper) moet ervoor zorgen dat een vrachtwagen op zijn bestemming komt, terwijl hij langzaam verliefd wordt op een vrouw in de wagen.

## Rolverdeling
| Acteur            | Personage    |
| ----------------- | ------------ |
| Gary Cooper       | Clint Belmet |
| Lili Damita       | Felice       |
| Ernest Torrence   | Bill Jackson |
| Tully Marshall    | Jim Bridger  |
| Fred Kohler       | Lee Murdock  |
| Eugene Pallette   | Seth Higgins |
| Roy Stewart       | Couch        |
| May Boley         | Jane         |
| Jim Farley        | Amos         |
| James A. Marcus   | smid         |
| Donald MacKenzie  | Gus          |
| Eve Southern      | Faith        |
| Frank Campeau     | Jeff Moffitt |
| Charles Winninger | Marshall     |
| Frank Hagney      | Renegade     |